# .ar
Pour les articles homonymes, voir AR.
.ar est le domaine de premier niveau national (country code top level domain : ccTLD) réservé à l'Argentine.
Les domaines de second niveau suivants sont attribués
- .com.ar
- .gob.ar agences gouvernementales
- .edu.ar éducation

NIC Argentina exige que les noms de domaine soient enregistrés au 3e niveau, par exemple http://www.ccifa.com.ar/, à l'exception de quelques rares domaines comme argentina.ar, educ.ar, nic.ar, retina.ar, uba.ar